# Jaap Kruijff
Jakob Johan (Jaap) Kruijff (of soms: Kruyff) (Tanjungpura, Sumatra, 26 augustus 1917 – Amsterdam, 28 december 2001) was een Nederlandse beeldend kunstenaar. Hij specialiseerde zich in lithografieën, vooral van boomlandschappen.

## Levensloop
Jaap Kruijff werd geboren op Sumatra in het toenmalige Nederlands-Indië op 26 augustus 1917. Na een studie chemie volgde hij lessen aan de kunstacademies van Berlijn, Dresden en Amsterdam. Deze laatste opleiding, de latere 'Opleiding leraren van de Rietveldacademie' rondde hij in 1956 af. Hij zou er later docent zou worden. Na zijn opleiding richtte zich voornamelijk op de lithografie, maar hij vervaardigde ook aquarellen, tekeningen en etsen. Hij woonde en werkte, samen met een groep kunstenaars, in een ateliercomplex op Wittenburg te Amsterdam. De laatste jaren van zijn leven – vanaf 1998 – werd hij verpleegd in De Wittenberg, een voormalig Luthers Oude mannen- en Vrouwenhuis uit de 18e eeuw op hoek van de Nieuwe Keizersgracht en de Roetersstraat. Hij overleed er op 28 december 2001 op 84-jarige leeftijd.

## Werk
Jaap Kruijff zocht en vond inspiratie in het Noord-Italiaanse landschap. Daar ervoer hij iets van het oerwoud uit zijn jeugd in Nederlands Indië. Zelf verklaarde hij zijn fascinatie met de rol van de natuur in zijn werk dat het draaide om de ‘droom van vroegste jeugdherinneringen aan opgegroeid zijn aan de rand van oerwoud’. Hij trad de natuur tegemoet vanuit bescheidenheid, open voor wat zich aandiende, een zuchtje wind die de bladeren deed trillen, een vogel die voorbij vloog of de zojuist door brand verschroeide en zwartgeblakerde woud. 
Kruijff hierover:
‘Bomen vormen een vrijwel oneindige bron van tekenmogelijkheden en zelfexpressie. Zij dwingen tot beperking, abstrahering en ordening’. Bomen zag hij als symbolen van ‘leven en dood, angst en kracht, geborgenheid en eenzaamheid’. Bomen ‘overleven de mens en maken deel uit van een bijna-onsterfelijkheid, althans van een vorm van leven dat zich altijd weer verjongt en doorgaat’.
’In het losse, toevallige en/of willekeurige van een landschap voel ik mij het beste thuis om mijn ideeën te visualiseren.’
De lithografie was ‘zijn’ techniek. Wat hem daarin aansprak was de mogelijkheid om in lagen te werken zodat alle denkbare nuances van scherp en onscherp, van het kwetsbaarste grijs tot het aller diepste zwart, bereikbaar werden.

## Collectie
Het belangrijkste overzicht van zijn werk bevindt zich in de collectie van het Rijksprentenkabinet van het Rijksmuseum te Amsterdam. 

## Stichting Jakob Kruijff
De Stichting Jakob Kruijff beheert het werk en stelt zich ten doel het oeuvre van Kruijff onder de aandacht te brengen door het organiseren van exposities en publicaties. Een ander belangrijk doel is het bevorderen van aandacht voor de lithografie als artistiek medium en te (laten) onderzoeken welke rol deze techniek nog betekent voor de actuele kunst. Daartoe dient onder andere de Jakob Kruijff prijs.

## Documentaire
Over werk en werkwijze, met name de techniek van lithografie, van Jakob Kruijff heeft zijn zoon Thijs Kruijff in 1987 een film gemaakt.